# Euxinia corniculata
Euxinia corniculata is een platworm (Platyhelminthes). De worm is tweeslachtig. De soort leeft in het zoute water.
Het geslacht Euxinia, waarin de platworm wordt geplaatst, wordt tot de familie Cylindrostomidae gerekend. De wetenschappelijke naam van de soort werd voor het eerst geldig gepubliceerd in 1911 door Graff.